# Sune Bergström
Sune Karl Bergström, švedski biokemik, akademik in nobelovec, * 10. januar 1916, Stockholm, † 15. avgust 2004.
Uspel je izolirati dva pomembna prostaglandina in razvozlati njuno kemijsko zgradbo. Ugotovil je, da se prostaglandini sintetizirajo v celicah iz nenasičenih maščobnih kislin, posebej arahnidonske kisline.
Leta 1982 je za svoj prispevek k biokemiji prejel tretjino Nobelove nagrade za fiziologijo ali medicino, skupaj s Samuelssonom in Vanejem. Bil je tudi član več akademskih inštitucij in med leti 1975 ter 1987 predsednik Nobelovega sklada.

## Zasebno življenje
Leta 1943 se je poročil z Maj Gernandt, leta 1955 se jima je rodil sin. Istega leta je dobil Bergström še enega sina v izvenzakonski zvezi z estonsko kemičarko v njegovem laboratoriju. Nezakonski sin, Svante Pääbo, je postal genetik, prejemnik Nobelove nagrade za fiziologijo/medicino leta 2022. Polbrata sta se spoznala šele malo po očetovi smrti leta 2004.